# Poden, Borovlje
Poden (nemško Bodental) je naselje v dolini Poden v Občini Borovlje v Okraju Celovec-dežela na Koroškem v Avstriji.